# Inaciolândia
Inaciolândia är en kommun i Brasilien.   Den ligger i delstaten Goiás, i den sydöstra delen av landet, 400 km sydväst om huvudstaden Brasília. Antalet invånare är 5 702.
Trakten runt Inaciolândia består till största delen av jordbruksmark. Runt Inaciolândia är det glesbefolkat, med 8 invånare per kvadratkilometer.